# Kindborgstjärnen
Kindborgstjärnen är en sjö i Kramfors kommun i Ångermanland och ingår i Nätraån-Ångermanälvens kustområde. Sjön är 5 meter djup, har en yta på 0,0958 kvadratkilometer och är belägen 10,2 meter över havet. Vid provfiske har abborre, gädda och ruda fångats i sjön.

## Delavrinningsområde
Kindborgstjärnen ingår i det delavrinningsområde (698589-163210) som SMHI kallar för Rinner mot Omnefjärden. Medelhöjden är 77 meter över havet och ytan är 53,62 kvadratkilometer. Det finns inga avrinningsområden uppströms utan avrinningsområdet är högsta punkten. Avrinningsområdets utflöde mynnar i havet, utan att ha någon enskild mynningsplats. Avrinningsområdet består mestadels av skog (77 procent). Avrinningsområdet har 1,31 kvadratkilometer vattenytor vilket ger det en sjöprocent på 2,5 procent. Bebyggelsen i området täcker en yta av 1,27 kvadratkilometer eller 2 procent av avrinningsområdet.